# Negrobovia
Negrobovia är ett släkte av tvåvingar. Negrobovia ingår i familjen styltflugor.
Kladogram enligt Catalogue of Life:
| Negrobovia | \| \| Negrobovia aculicita \| \| \| \| \| \| Negrobovia flavihalteralis \| \| \| \| |
|            | \| \| Negrobovia aculicita \| \| \| \| \| \| Negrobovia flavihalteralis \| \| \| \| |
|            | Negrobovia aculicita                                                                |
|            |                                                                                     |
|            | Negrobovia flavihalteralis                                                          |
|            |                                                                                     |